# Ayros-Arbouix
Ayros-Arbouix – miejscowość i gmina we Francji, w regionie Oksytania, w departamencie Pireneje Wysokie.
Według danych na rok 1990 gminę zamieszkiwało 230 osób, a gęstość zaludnienia wynosiła 85 osób/km² (wśród 3020 gmin regionu Midi-Pireneje Ayros-Arbouix plasuje się na 833. miejscu pod względem liczby ludności, natomiast pod względem powierzchni na miejscu 1668.).